# Liga Hunyadi
La Liga Hunyadi (en húngaro: Hunyadi Liga) es el nombre con el que se conoce a la coalición de familias húngaras aristocráticas del siglo XV encabezadas por la familia Hunyadi.

## Historia de La Liga

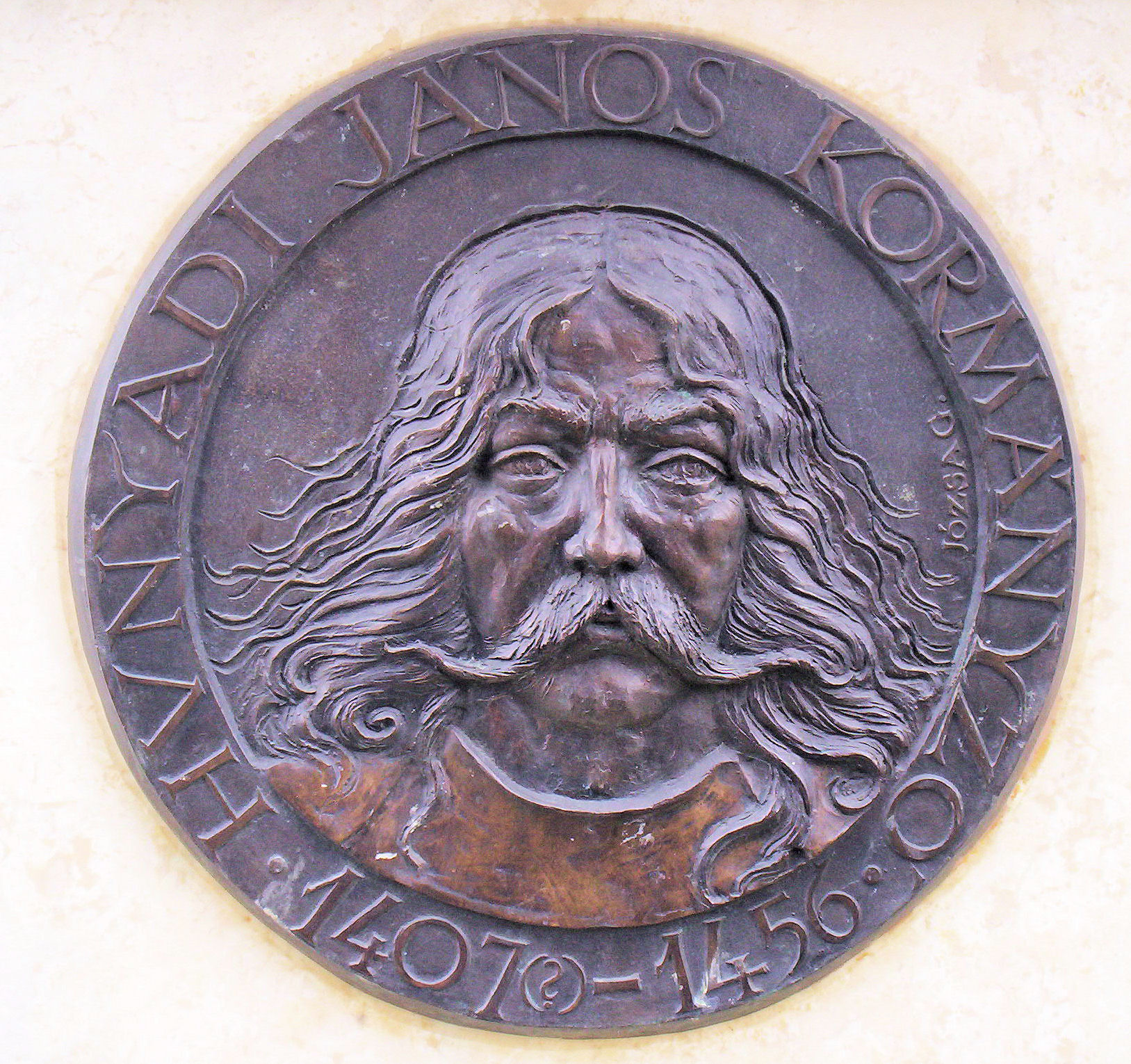
Relieve del conde Juan Hunyadi, regente de Hungría

El papel principal de la liga recaía sobre la figura del conde húngaro Juan Hunyadi, regente de Hungría (1446-1452) durante la minoría de edad del rey Ladislao V de Hungría. Hunyadi era el noble con más propiedades, poder e influencia en el reino húngaro para su época, habiendo dirigido innumerables batallas contra los turcos, contando con prestigio y reconocimiento del papado, habiendo sido nombrado "Athleta Christi". 
La Liga Hunyadi fundamentalmente mantuvo un papel opositor o contrastante frente a la Liga Garai-Celje, la cual estaba compuesta por miembros leales al fallecido rey Segismundo de Hungría (1387-1437). Tras la muerte de este monarca en 1437, su yerno, el duque Alberto V de Habsburgo se convirtió en su sucesor. Sin embargo murió en 1439 y la viuda Isabel de Luxemburgo, hija de Segismundo quedó sola con su pequeño hijo recién nacido que fue coronado como Ladislao V de Hungría. La Liga Garai-Celje encabezada por Ulrico II de Celje, pariente de la madre de la reina viuda, apoyó durante todo este conflicto a la reina viuda, sin embargo una facción de los nobles encabezados por el Nádor de Hungría, Lorenzo Hédervári, acudieron al joven Vladislao III de Polonia de 15 años de edad, eligiéndolo rey como Vladislao I de Hungría en 1440, y Juan Hunyadi se convirtió en su protector. De esta manera cada Liga apoyaba a su rey respectivamente, aunque tras la derrota de la batalla de Varna en 1444 se vieron forzados a llegar a un acuerdo. Si bien Juan Hunyadi consiguió escapar del enfrentamiento contra los turcos, el joven rey Vladislao I murió en la batalla y el trono quedó vacío: el rey infante Ladislao V era el único heredero al trono. Así Juan Hunyadi se convirtió en regente de Hungría y jefe de los ejércitos, continuando sus batallas contra los turcos.
En 1445 Juan Hunyadi propuso al clérigo Juan Vitéz para el cargo de obispo de Várna, lo cual fue confirmado por el papa. A partir de este momento, él conducirá las estrategias diplomáticas de la Liga Hunyadi, así como la educación de Matías y Ladislao, los dos hijos del regente húngaro. En 1456 el prestigio de Juan Hunyadi ascendió por las nubes, pues consiguió una importante victoria contra los turcos en Sitio de Belgrado, sin embargo a los pocos días cayó severamente enfermo y murió. De esta manera, en 1456, la cabeza de la Liga Hunyadi pasó a ser su hijo mayor Ladislao Hunyadi, quien llevó a cabo una arriesgada movida contra el rey Ladislao y su pariente cercano y consejero Ulrico II de Celje. Viajando a Belgrado, la ciudad recientemente defendida contra los turcos por el fallecido Juan Hunyadi, bajo circunstancias poco claras, Ulrico fue asesinado. Si bien la familia húngara intentó hacer jurar al rey que no tomaría represalias, una vez estando en su corte a salvo, Ladislao V hizo arrestar y ejecutar a Ladislao Hunyadi en marzo de 1457.
El enorme poder y responsabilidad de la Liga de los Hunyadi repentinamente fue heredado por el pequeño Matías Hunyadi, quien se hallaba prisionero bajo el control del también joven rey Ladislao V. Pero puesto por su situación Matías que no podía llevar a cabo ninguna acción, el control de la Liga pasó a manos del conde Miguel Szilágyi, hermano de Isabel Szilágyi, la viuda de Juan Hunyadi y madre del joven prisionero. Temiendo por su vida el rey Ladislao abandonó el reino húngaro y se refugió en Praga, donde el regente checo Jorge de Podiebrad (Ladislao era rey tanto de Hungría como de Bohemia, y puesto que su residencia estaba fijada en el reino húngaro mantenía un regente en su otro dominio) lo recibió y ofreció su protección. 

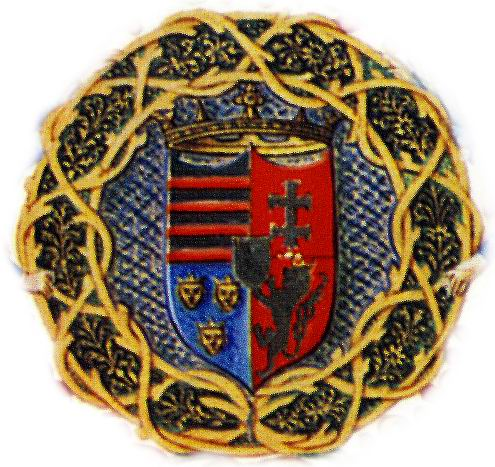
Escudo de Armas del conde Miguel Szilágyi

Para asombro e ira de los miembros de la Liga Hunyadi, Ladislao se había llevado al joven Matías consigo a Praga. De inmediato Miguel Szilágyi y su hermana Isabel comenzaron a negociar la liberación del único heredero de todas las propiedades de Juan Hunyadi. En noviembre de 1457 finalmente hubo un vuelco importante en las estáticas negociaciones: el rey Ladislao V murió en Praga (según algunos, envenenado por el regente Jorge Podiebrad que posteriormente se hizo coronar rey de Bohemia). Miguel Szilágyi pronto llamó a todos los nobles húngaros del reino apoyado por todos los nobles menores miembros de la Liga Hunyadi y el 24 de enero de 1458 hizo elegir como rey de Hungría a su aún cautivo sobrino.
Pronto un comité encabezado por Juan Vitéz arribó a Praga y luego negociarse una gran suma de oro con el regente, y aceptar su condición de que Matías tomase por esposa a su hija Catalina de Podiebrad, se consiguió la liberación del joven Hunyadi prisionero, el cual arribó a Buda el 15 de febrero de ese mismo año de 1458. Tras su coronación, su tío Miguel intentó mantener una regencia sobre el reino nombrándose tutor del joven rey húngaro, pero para su sorpresa al poco tiempo Matías declaró no necesitarlo y asumió el control absoluto del reino. Todas las propiedades de la Liga Hunyadi pasaron entonces a ser las propiedades reales, y muy pronto la esencia de esta coalición desapareció.